# Riserva naturale Gariglione - Pisarello
La riserva naturale Gariglione - Pisarello è un'area naturale protetta situata nella provincia di Catanzaro ed è stata istituita nel 1977.

## Territorio
La riserva prende il nome dal Monte Gariglione, il monte più alto della Sila e occupa una superficie di 450 ettari, ricoperti soprattutto da Pino laricio e Abete bianco.
Norman Douglas magnificò l'antica foresta Gariglione definendola un Urwald.

## Storia
La riserva è stata istituita con D.M. 13.07.77, ma l'area ha una storia antica.
La Foresta Gariglione, che ha dato il nome al monte omonimo, nel 1224 fu dato in concessione da Federico II di Svevia all'Abbazia di Sant'Angelo de Frigillo di Mesoraca per usarne i pascoli ed estrarne la pece; successivamente appartenne alla Corona borbonica fino al XIX secolo, per poi diventare proprietà, nei primi anni del Novecento, della società tedesca Hülsberg & Co.di Charlottenburg, fino all'esproprio da parte dello Stato italiano come bene appartenuto al suddito nemico nel 1924.
All'interno della riserva si trovava un albero monumentale: un abete dalla dimensioni colossali, ritenuto il più grande abete d'Italia. Quando il Parco venne istituito, l'albero venne dato alle fiamme da ignoti, tributo pagato in "natura" per l'istituzione dell'area protetta. Venne soprannominato "Prometeo", misurava 35 m di altezza aveva un tronco con circonferenza di 10,20 m. Ritenuto di inestimabile valore, l'abete fu clonato per sviluppare nuove piante e conservare integralmente, in questo modo, il suo codice e le caratteristiche genetiche

## Flora
La Riserva naturale Gariglione - Pisarello è caratterizzata dalla presenza di grandi boschi ad alto fusto di faggio misto ad abeti bianchi. Questi ultimi, secondo vari studi scientifici, sono risultati particolarmente tolleranti alle piogge acide, tant'è che molte di queste piante vengono inviate nei paesi del centro-nord dell'Europa che ne fanno grande richiesta, poiché pianta riparatrice del terreno soggetto a tali piogge.

## Ente gestore
Ex ASFD
Via Cortese, 5
88100 Catanzaro